# ドンナイ川
ドンナイ川 （ベトナム語：Sông Đồng Nai / 瀧同狔 listen ）は、ベトナム南部の中央高原地域を水源とするベトナムの川である。全長はおよそ586km で、ベトナムで最も長い川である。この川の名前がドンナイ省の名前の由来となった。 
オーストロアジア語族に属するベトナム固有語の名前は「ノンヌィ」で、 浅い塩沼を意味していた。 

## 地理
ドンナイ川は、 ラムドン省 、 ダクノン省 、 ビンフオック省 、 ドンナイ省 、 ビンズオン省 、 ホーチミン市を流れる。全長約437km、流域面積は38,600km²で、ダーダン川の水源に遡って計算すると全長は586kmとなる。 ポンゴール滝の下のチャニム川との合流地点からの計測によれば、487キロとなる。ドンナイ川はカンギック地区において東シナ海に注ぐ 。 
上流のドンナイ川の本流は、チャアン川とも呼称されている。川はラムビエン高原を水源とし、タライ地区の山（ドンナイ省タンプー地区）から高原に北東南西方向に蛇行している。 川はダウルラップ県とラムドン省バオラム県 、 カットティエン県と ブーダン県 、 タンフー県とダーテー県の境界をなす。 
ベナイ川に合流した後、ドンナイ川は東のドンナイと西岸のビンドン省の境界を流れる。 
その後、川はビエンホア市を通り、ドンナイとホーチミン市の境界、そしてバリアーブンタウとホーチミン市の境界に沿って流れ、海に注ぐ。

## 水力発電
ドンナイ川流域の主要な水力発電ダムを以下に挙げる。 
- ドンナイ川本流： チアンダム 、ドンナイ2、ドンナイ3、ドンナイ4、ドンナイ5、ドンナイ6（開発中）、ドンナイ6A（開発中）。 [3] ドンナイ6および6Aプロジェクトは、カットティエン国立公園の生物多様性に大きな影響を与える可能性が高く、建設反対論も根強く存在する。 [4]
- ベー川：タックモダム、カンドンダム
- サイゴン川：ダウティエン湖
- ダニム川：ダニムダム
- ダイニンダム

- ラガ川： ハムトゥン・ダミ水力発電所

## ギャラリー
- トリアンダム
- ビエンホア近郊
- ホーチミン市東部